# Neoscona yptinika
Neoscona yptinika là một loài nhện trong họ Araneidae.
Loài này thuộc chi Neoscona. Neoscona yptinika được Alberto Barrion & James A. Litsinger miêu tả năm 1995.